# Andy Ashurst
Andy Ashurst, wł. Andrew John Ashurst (ur. 2 stycznia 1965 w Manchesterze) – brytyjski lekkoatleta, specjalista skoku o tyczce, mistrz igrzysk Wspólnoty Narodów w 1986, olimpijczyk.

## Kariera sportowa
Na igrzyskach Wspólnoty Narodów reprezentował Anglię, a na pozostałych dużych imprezach międzynarodowych Wielką Brytanię.
Zwyciężył w skoku o tyczce na igrzyskach Wspólnoty Narodów w 1986 w Edynburgu, wyprzedzając Boba Fergusona z Kanady i Neila Honeya z Australii. Nie zaliczył żadnej wysokości w kwalifikacjach mistrzostw Europy w 1986 w Stuttgarcie oraz igrzysk olimpijskich w 1988 w Seulu. Zajął 7. miejsce w zawodach pucharu świata w 1989 w Barcelonie.
Zajął 10. miejsce na halowych mistrzostwach Europy w 1990 w Glasgow. Nie zaliczył żadnej wysokości na igrzyskach Wspólnoty Narodów w 1990 w Auckland. Na halowych mistrzostwach Europy w 1992 w Genui zajął 12. miejsce, a na igrzyskach Wspólnoty Narodów w 1994 w Victorii 6. miejsce.
Ashurst był mistrzem Wielkiej Brytanii (AAA) w skoku o tyczce w 1994 oraz wicemistrzem w 1995, a także halowym mistrzem w latach 1986 i 1988–1990, wicemistrzem w 1987, 1991 i 1992 oraz brązowym medalistą w 1996. Był również mistrzem UK Championships w 1985, 1986, 1988, 1990 i 1991, wicemistrzem w 1989 oraz brązowym medalistą w 1992.

## Rekordy życiowe
Asturst miał następujące rekordy życiowe:
- skok o tyczce – 5,40 m (19 czerwca 1988, Portsmouth)
- skok o tyczce (hala) – 5,45 m (16 lutego 1992, Birmingham)